# Chatmoss (Virginia)
Chatmoss es un lugar designado por el censo en el  condado de Henry, Virginia  (Estados Unidos). Según el censo de 2010 tenía una población de 1.698 habitantes.

## Demografía
Según el censo del 2000, Chatmoss tenía 1.742 habitantes, 678 viviendas, y 549 familias. La densidad de población era de 125,7 habitantes por km².
De las 678 viviendas en un 32,3%  vivían niños de menos de 18 años, en un 72,6%  vivían parejas casadas, en un 5,8% mujeres solteras, y en un 18,9% no eran unidades familiares. En el 17,1% de las viviendas  vivían personas solas el 7,1% de las cuales correspondía a personas de 65 años o más que vivían solas. El número medio de personas viviendo en cada vivienda era de 2,57 y el número medio de personas que vivían en cada familia era de 2,88.
Por edades la población se repartía de la siguiente manera: un 22,8% tenía menos de 18 años, un 5,3% entre 18 y 24, un 25% entre 25 y 44, un 33,6% de 45 a 60 y un 13,3% 65 años o más.
La edad media era de 43 años.  Por cada 100 mujeres de 18 o más años  había 93,8 hombres.
La renta media por vivienda era de 58.929$ y la renta media por familia de 67.431$. Los hombres tenían una renta media de 46.146$ mientras que las mujeres 27.031$. La renta per cápita de la población era de 36.777$. En torno al 2,3% de las familias y el 2,3% de la población estaban por debajo del umbral de pobreza.

## Localidades adyacentes
El siguiente diagrama muestra a las localidades más próximas a Chatmoss.